# Ixora keithii
Ixora keithii är en måreväxtart som beskrevs av Henry Nicholas Ridley. Ixora keithii ingår i släktet Ixora och familjen måreväxter. Inga underarter finns listade i Catalogue of Life.